# Renitenza alla leva

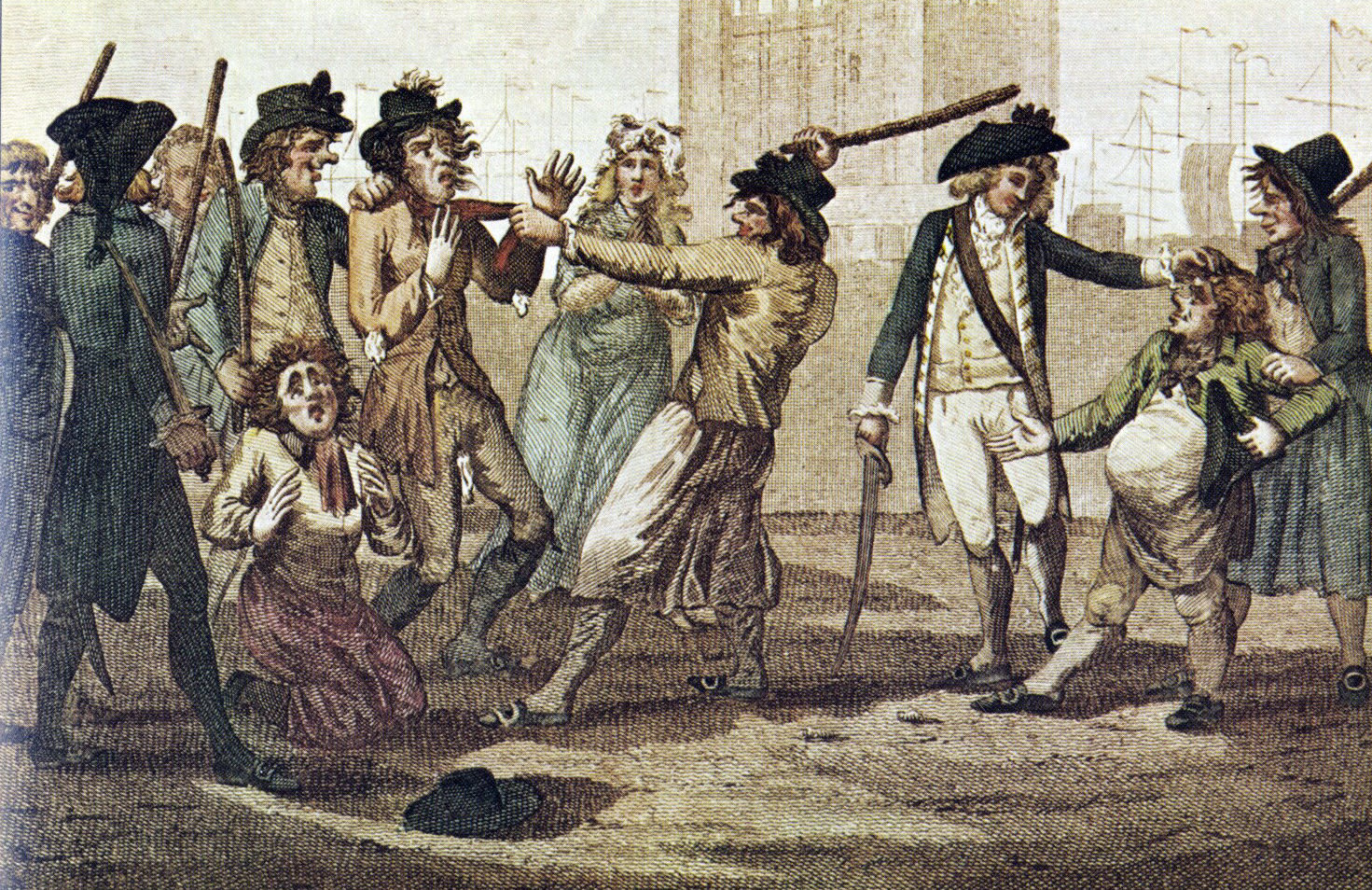
Caricatura del 1780 di una press gang

La renitenza alla leva è il rifiuto di prestare il servizio militare obbligatorio, in violazione dell'obbligo coattivo eventualmente imposto dalla legge.

## In Italia
La renitenza, sia prima che dopo l'Unità d'Italia, ha sempre costituito reato, tradizionalmente punito con la reclusione nelle carceri italiane. Era un reato militare non prescrivibile. La pena era elevata al doppio in tempo di guerra.
Nell'Italia repubblicana la fattispecie del reato è stata per lungo tempo disciplinata dal decreto del presidente della Repubblica 14 febbraio 1964 n. 237. In base all'art. 142 del D.P.R. 237/1964 il reato di renitenza si estingueva per prescrizione con il decorso di cinque anni dalla data di compimento del 45º anno di età (data di collocamento in congedo assoluto per limiti di età).

Tuttavia dopo l'emanazione della legge 23 agosto 2004, n. 226 le chiamate al servizio militare obbligatorio in Italia sono state sospese a partire dal 1º gennaio 2005, limitando sostanzialmente la commissione del reato. Oggi la disciplina è contenuta nel d.lgs. 15 marzo 2010 n. 66 (codice dell'ordinamento militare).

## Pratiche di elusione della leva

Riunione anti-coscrizione tenuta dalle donne a New York City, 1917

I giovani hanno adottato una vasta gamma di pratiche di elusione della leva in tutto il mondo, alcune delle quali risalgono a migliaia di anni fa.

### Elusione della leva
Un tipo di elusione della leva consiste nei tentativi di seguire la lettera e lo spirito delle leggi di leva al fine di ottenere un differimento o un'esenzione legalmente validi. A volte questi differimenti ed esenzioni sono sollecitati da considerazioni politiche. Un altro tipo consiste nei tentativi di eludere, manipolare o violare surrettiziamente la sostanza o lo spirito delle leggi di leva al fine di ottenere un differimento o un'esenzione. Quasi tutti i tentativi di elusione della leva sono privati e non pubblicizzati. Esempi includono:

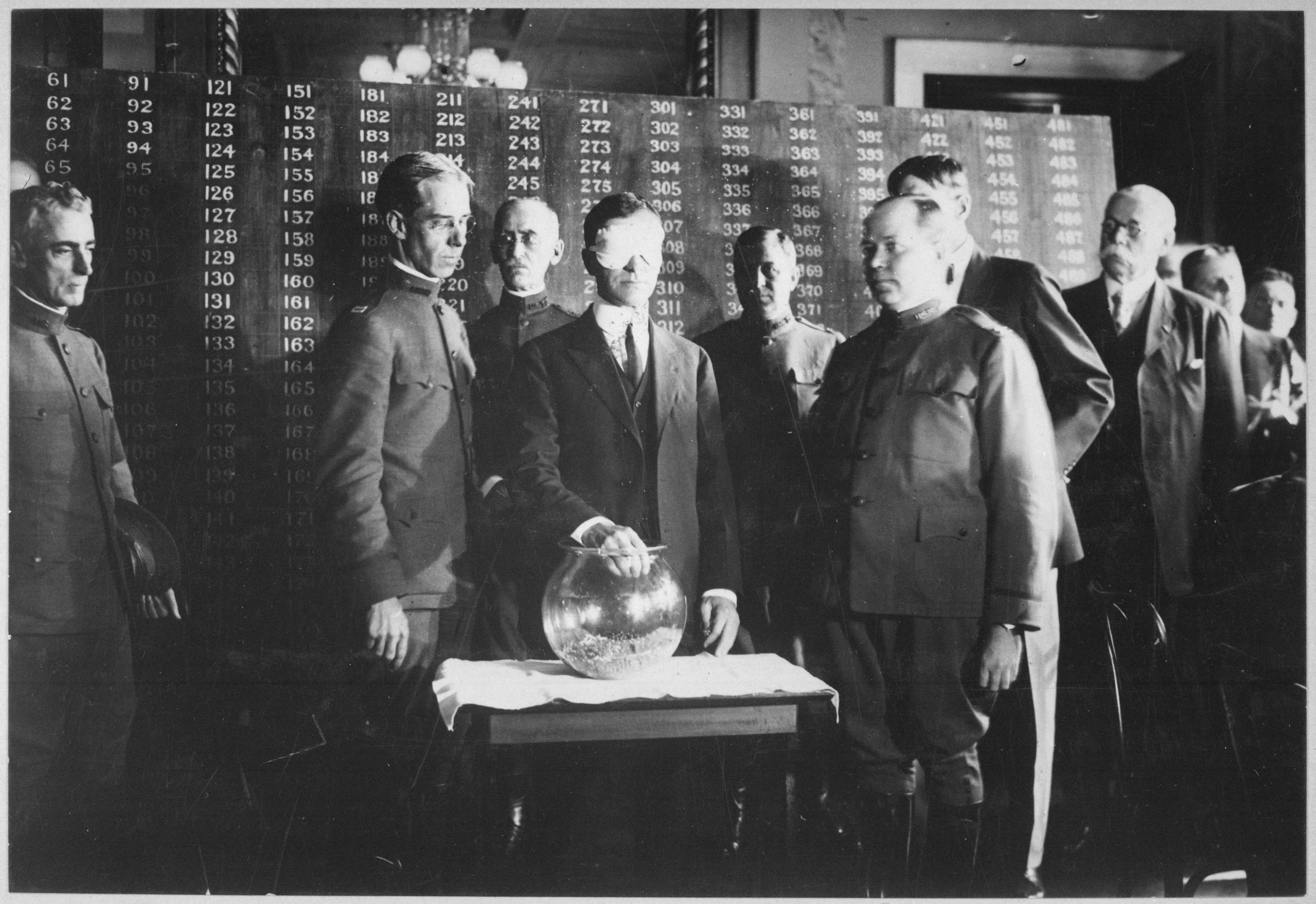
Il segretario alla Guerra degli Stati Uniti d'America Newton Baker estrae il primo numero alla lotteria della leva della prima guerra mondiale, 1917

#### Rispettando la legge
- Rivendicare lo status di obiettore di coscienza sulla base di convinzioni religiose o etiche sinceramente professate[13][14].
- Richiedere un rinvio studentesco, quando si è a scuola principalmente per studiare e imparare[15][8].
- Rivendicare un problema medico o psicologico, se il presunto problema di salute è reale e grave[6][7].
- Dichiarare di essere omosessuale, quando lo si è veramente e l'esercito esclude gli omosessuali[16].
- Rivendicare difficoltà economiche, se la difficoltà è reale e la legge riconosce tale rivendicazione[17].
- Avere un lavoro che il governo considera un'occupazione civile essenziale[6][7].
- Acquisto di esenzioni dal servizio militare, nelle nazioni in cui tali pagamenti sono consentiti[18].
- Non essere scelti in una lotteria di leva, dove le lotterie determinano l'ordine di chiamata al servizio militare; o non essere in una certa fascia di età, dove l'età determina l'ordine di chiamata[6].
- Non potendo permettersi armature o altri equipaggiamenti, in sistemi politici in cui i coscritti erano tenuti a fornirli da soli[6].

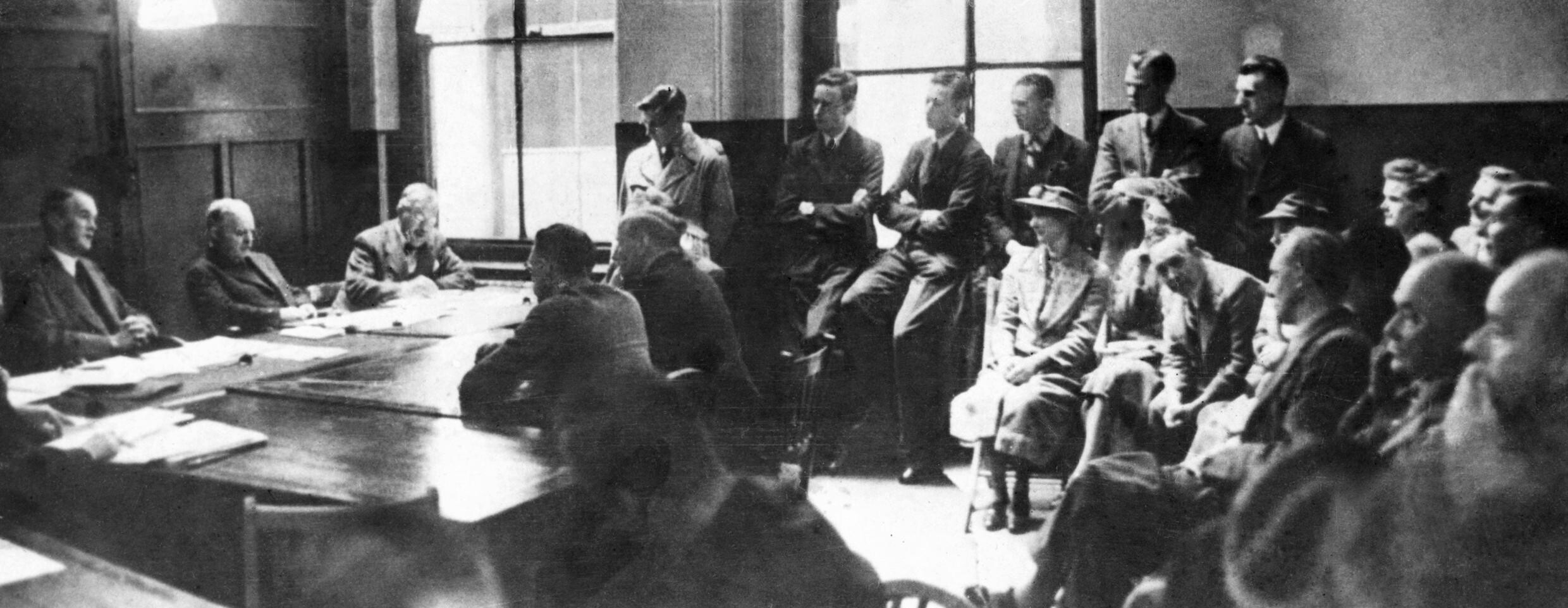
Tribunale per gli obiettori di coscienza in Gran Bretagna durante la seconda guerra mondiale

#### Eludendo la legge
- Ottenere lo status di obiettore di coscienza professando convinzioni religiose o etiche insincere[9].
- Ottenere un rinvio per studenti, se lo studente desidera frequentare o rimanere a scuola principalmente per evitare la leva[19].
- Rivendicare un problema medico o psicologico, se il presunto problema è simulato, esagerato o autoinflitto[9][11].
- Trovare un medico che certifichi l'inidoneità medica di una persona in età di leva, volontariamente o dietro pagamento[20].
- Falsa dichiarazione di omosessualità, laddove l'esercito esclude gli omosessuali[9].
- Rivendicare difficoltà economiche, se la presunta difficoltà è esagerata[21].
- Fallire deliberatamente i test di intelligenza militari[22].
- Rimanere incinta principalmente per sfuggire alla leva, nelle nazioni in cui le donne che non sono madri vengono arruolate[23].
- Avere qualcuno che eserciti un'influenza personale su un ufficiale responsabile del processo di coscrizione[6].
- Corruzione con successo di un ufficiale incaricato del processo di coscrizione[19][20].

### Resistenza alla leva
L’evasione della leva che comporta una violazione palese della legge o che comunica una resistenza consapevole o organizzata alla politica governativa è talvolta definita resistenza alla leva. Esempi includono:

#### Azioni dei resistenti
- Rifiuto di registrarsi per la leva, nei Paesi in cui ciò è richiesto dalla legge[19][13].
- Rifiutarsi di presentarsi all'esame fisico per la leva, o per l'arruolamento o la chiamata alle armi, nelle nazioni in cui ciò è richiesto dalla legge[24][25].
- Partecipare al rogo o alla consegna delle tessere di leva[13][26].
- Vivere “clandestino” (ad esempio, vivere con falsi documenti d’identità) e lavorare in un lavoro non dichiarato dopo essere stati incriminati per evasione della leva[13].
- Viaggiare o emigrare in un altro paese, piuttosto che sottoporsi all'induzione o al processo[6][27].
- Andare in prigione, piuttosto che sottoporsi all'induzione o al servizio governativo alternativo[28][29].
- Sparare e/o uccidere ufficiali di leva e autorità civili[30].

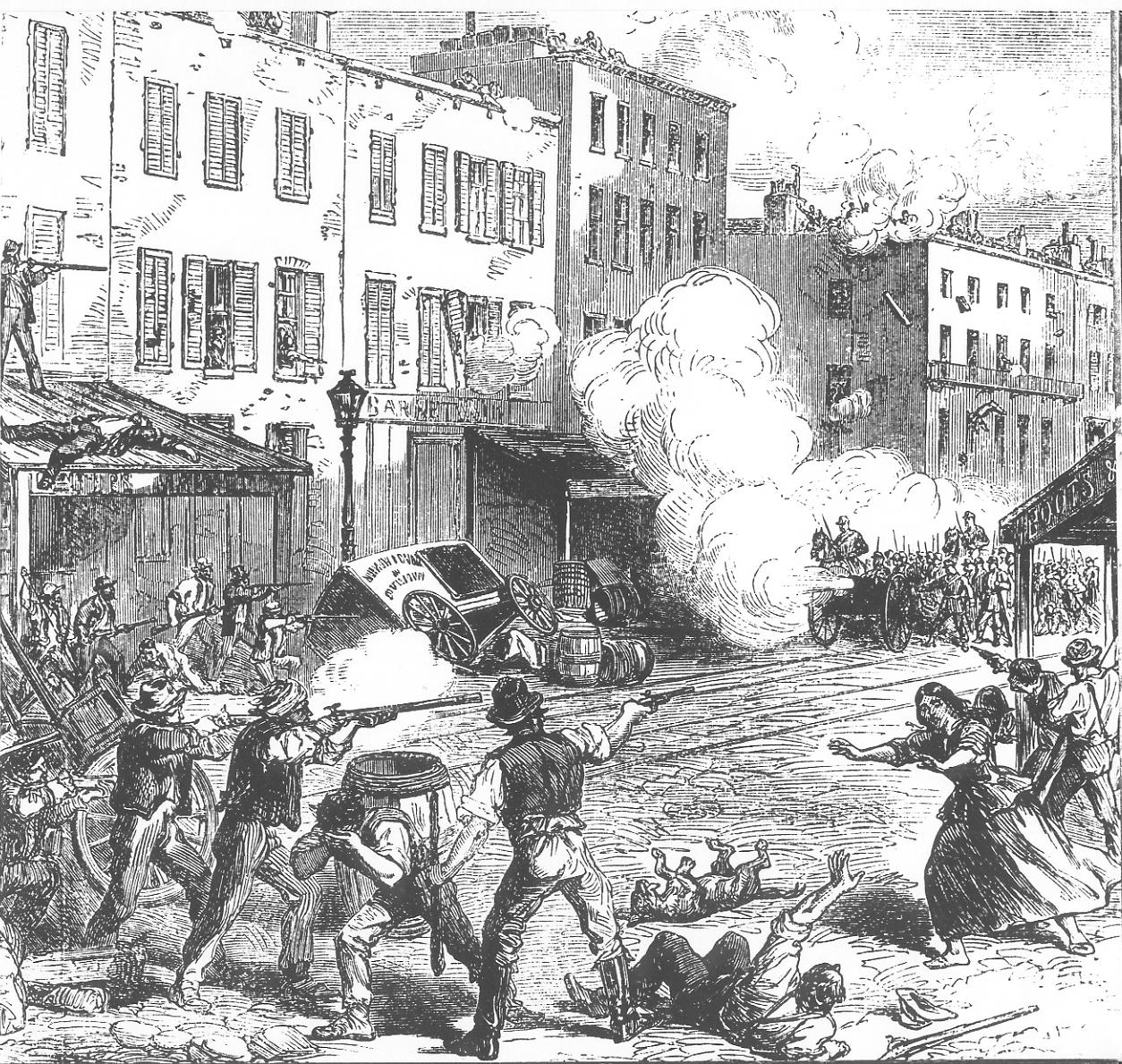
Nel 1863 scoppiarono rivolte contro la leva a New York City

#### Azioni dei sostenitori o degli oppositori
- Organizzare o partecipare ad un'assemblea o manifestazione pacifica di strada contro la leva[13].
- Incoraggiare, aiutare o favorire pubblicamente i renitenti alla leva[13].
- Interrompere deliberatamente i processi o le procedure di un'agenzia di leva militare[9][31].
- Distruzione dei documenti di un'agenzia di leva militare[13][32].
- Organizzare o partecipare ad una rivolta contro la leva[33][34].
- Costruire un movimento contro la guerra che consideri la resistenza alla leva come parte vitale e integrante di essa[12][35].

## Per paese
Si dice che l’evasione della leva abbia caratterizzato ogni conflitto militare del XX e XXI secolo. Le leggi contro certe pratiche di evasione della leva risalgono almeno agli antichi Greci. Esempi di evasione della leva possono essere trovati in molte nazioni in molti periodi di tempo:

### Belgio
Il Belgio del XIX secolo era uno dei pochi posti in cui la maggior parte dei cittadini accettava la pratica di acquistare legalmente la propria via d'uscita dalla leva militare, a volte definita pratica della "commutazione militare acquistabile". Nonostante ciò, alcuni politici belgi la denunciarono come un sistema che sembrava barattare i soldi dei ricchi con la vita dei poveri.

### Gran Bretagna
Nel gennaio 1916, durante la prima guerra mondiale, il governo britannico approvò una legge sulla coscrizione militare. Entro luglio di quell'anno, il 30% dei coscritti non si era presentato per il servizio.

### Canada
Il Canada ha utilizzato la leva militare durante la prima e la seconda guerra mondiale, e alcuni canadesi hanno scelto di evitarla. Secondo lo storico canadese Jack Granatstein, "nessuna questione ha diviso i canadesi in modo così netto" come la leva militare. Durante entrambe le guerre mondiali, i partiti politici crollarono o furono dilaniati sulla questione della leva, e l'etnia si insinuò nell'equazione, con la maggior parte dei canadesi francesi contrari alla coscrizione e una maggioranza di canadesi inglesi che l'accettavano. Durante entrambe le guerre, rivolte e l'evasione della leva seguirono l'approvazione delle leggi sulla leva.

#### Prima guerra mondiale

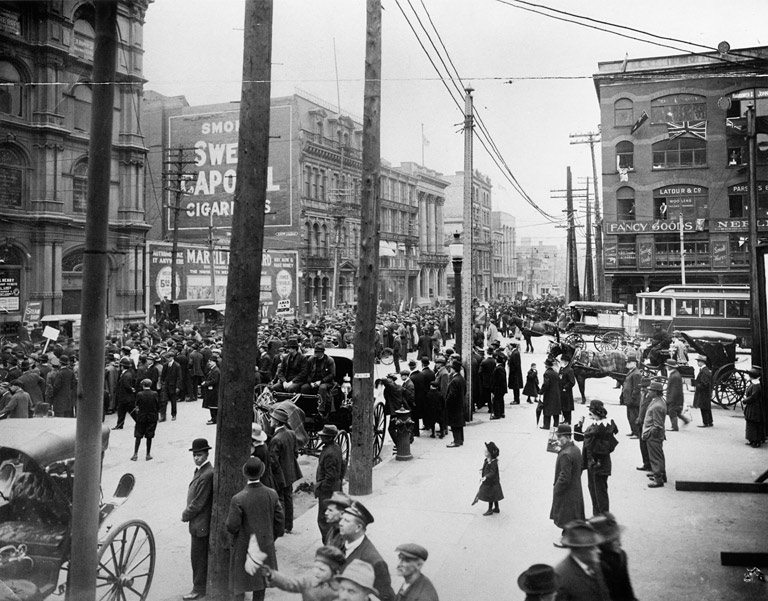
Marcia contro la coscrizione a Montréal, Quebec, Canada, maggio 1917

La coscrizione era stata una forza divisiva nella politica canadese durante la prima guerra mondiale, e queste divisioni portarono alla crisi della coscrizione del 1917. I canadesi si opposero alla coscrizione per diverse ragioni: alcuni la ritenevano inutile, altri non si identificavano con gli inglesi, e altri ancora ritenevano che imponesse oneri ingiusti a segmenti della società in difficoltà economiche. Quando la prima classe di leva (uomini single tra i 20 e i 34 anni di età) fu chiamata alle armi nel 1917, quasi 281.000 dei circa 404.000 uomini fecero domanda di esenzione. Durante la guerra, alcuni canadesi che temevano la coscrizione partirono per gli Stati Uniti o altrove.

#### Seconda guerra mondiale
Il Canada introdusse un innovativo tipo di legge di leva nel 1940 con il National Resources Mobilization Act. Sebbene la mossa non fosse impopolare al di fuori del Canada francese, sorse una controversia perché, in base alla nuova legge, i coscritti non erano obbligati a prestare servizio all'estero. Potevano semplicemente scegliere di difendere il paese dall'invasione. A metà della guerra, molti canadesi, non ultimi i coscritti impegnati nel servizio all'estero, si riferivano agli uomini della NRMA in modo dispregiativo come "zombie", ovvero come morti viventi o completamente inutili. In seguito a costosi combattimenti in Italia, Normandia e Schelda, le truppe canadesi all'estero furono impoverite e durante la crisi della coscrizione del 1944 una leva una tantum di circa 17.000 uomini della NRMA fu inviata a combattere all'estero. Molti uomini della NRMA disertarono dopo la leva piuttosto che combattere all'estero. Una brigata di uomini della NRMA si dichiarò in "sciopero" dopo la leva.
Il numero di uomini che cercarono attivamente di eludere la leva della seconda guerra mondiale in Canada non è noto. Granatstein afferma che l'evasione era "diffusa". Inoltre, solo nel 1944 circa 60.000 coscritti prestavano servizio solo come uomini della NRMA, impegnati nella difesa dei confini ma non nel combattere all'estero.

### Colombia
La Colombia mantiene un esercito numeroso e ben finanziato, spesso focalizzato sulla contro-insurrezione. Esiste una leva obbligatoria per tutti i giovani uomini. Tuttavia, secondo Public Radio International, in Colombia sono diffusi due tipi di evasione della leva: uno è prevalente tra i relativamente benestanti e un altro si riscontra tra i poveri.
I giovani delle classi medio-alte “solitamente” eludono la leva colombiana. Lo fanno ottenendo rinvii universitari o medici, oppure pagando tangenti per una “carta d’identità militare” che certifichi il loro servizio militare – una carta che viene spesso richiesta dai potenziali datori di lavoro.
I giovani provenienti da circostanze più povere a volte semplicemente evitano di presentarsi alla leva e tentano di funzionare senza una carta d'identità militare. Oltre ad affrontare limitate prospettive di impiego, questi uomini sono vulnerabili all'essere costretti a prestare servizio attraverso periodiche retate dell'esercito nei quartieri poveri.

### Eritrea
L'Eritrea istituì la leva militare nel 1995. Tre anni dopo, divenne aperta; chiunque avesse meno di 50 anni può essere arruolato per un periodo di tempo indefinito. Secondo The Economist, "il rilascio può dipendere dal capriccio arbitrario di un comandante, e di solito richiede anni".
È illegale per gli eritrei lasciare il paese senza il permesso del governo. Tuttavia, a metà degli anni 2010 circa 2.000 eritrei partivano ogni mese, "principalmente per evitare la leva obbligatoria", secondo The Economist. Anche gruppi per i diritti umani e le Nazioni Unite hanno affermato che le politiche di leva dell'Eritrea stanno alimentando la migrazione. i paesi vicini; nel 2015, gli eritrei erano il quarto gruppo più numeroso ad attraversare illegalmente il Mediterraneo per l'Europa.
Le madri sono solitamente esentate dalla leva eritrea. The Economist afferma che, di conseguenza, le gravidanze tra le donne single – un tempo un tabù in Eritrea – sono aumentate.
Un articolo del 2018 su Bloomberg News riportava che l’Eritrea stava valutando la possibilità di modificare alcune delle sue politiche sulla leva militare.

### Finlandia
Durante la seconda guerra mondiale, non esisteva un modo legale per evitare la leva, e la mancata obbedienza era considerata insubordinazione o diserzione, punita con l'esecuzione o la prigione. I renitenti alla leva erano costretti a fuggire nelle foreste e a vivere lì come fuorilegge, in una pratica che veniva scherzosamente chiamata servizio nella käpykaarti (Guardia della pigna) o metsäkaarti (Guardia forestale).
Circa 1.500 uomini non si presentarono alla leva all'inizio della guerra di continuazione (1941-1944, che contrappose la Finlandia all'Unione Sovietica) e 32.186 casi di diserzione furono gestiti dai tribunali. Vi furono numerose ragioni per l'evasione dalla leva e la diserzione durante questo periodo: paura o stanchezza della guerra, obiezione alla guerra come guerra offensiva, obiezioni ideologiche o sostegno diretto al comunismo. I comunisti finlandesi erano considerati pericolosi e non potevano servire, ed erano soggetti a "custodia protettiva" - in pratica, detenzione in una prigione per il corso della guerra - perché i precedenti tentativi di arruolarli si erano conclusi in un disastro: un battaglione chiamato Pärmin pataljoona formato da comunisti detenuti subì una diserzione su larga scala dalla parte sovietica.
I käpykaarti (Guardia delle pigne che viveva nella foresta, menzionata sopra) erano un gruppo eterogeneo che comprendeva renitenti alla leva, disertori, comunisti e paracadutisti militari sovietici. Vivevano in piccoli gruppi, a volte anche in rifugi in stile militare costruiti con tronchi, e spesso mantenevano una rotazione per sorvegliare i loro accampamenti. Ricevevano sostegno da simpatizzanti che potevano acquistare dal mercato nero; in mancanza di ciò, rubavano provviste per nutrirsi. L'esercito e la polizia finlandesi li cercavano attivamente e, se venivano scoperti, spesso ne seguiva uno scontro a fuoco. Il Partito Comunista Finlandese era in grado di operare tra i renitenti alla leva. 63 condanne a morte furono pronunciate per i disertori; tuttavia, molti di loro furono uccisi durante le incursioni militari o della polizia nei loro accampamenti. I disertori catturati vicino alle linee del fronte venivano spesso semplicemente riportati in prima linea, ma con il deteriorarsi della situazione militare verso la fine della guerra, le punizioni divennero più severe: 61 delle condanne a morte emesse furono emesse nel 1944, per lo più a giugno e luglio durante l’offensiva Vyborg-Petrozavodsk, dove le forze finlandesi furono costrette a ritirarsi.
Alla conclusione della guerra, la Commissione di controllo alleata chiese immediatamente un'amnistia per i renitenti alla leva, e questi non furono ulteriormente puniti.
A partire dal 2020, l'evasione deliberata della leva è un fenomeno raro, poiché l'assenza da un evento di leva, nella maggior parte dei casi, porta a un mandato di perquisizione immediato. Gli evasori vengono condotti dagli ufficiali di polizia alla commissione di leva o all'ufficio militare regionale.

### Francia
In Francia, il diritto di tutti i coscritti ad acquistare l’esenzione militare – introdotto dopo la Rivoluzione francese – fu abolito nel 1870. Uno studioso si riferisce al buy-out consentito come a una “forma bastarda di uguaglianza” che portava tracce dell’Ancien Régime.

### Israele
In Israele c'è sempre stata la leva militare. È universale per tutti i cittadini israeliani non arabi, uomini e donne, e può essere legalmente evitata solo per motivi fisici o psicologici o da ebrei rigorosamente ortodossi, sebbene la Corte Suprema israeliana abbia deciso di respingere quest'ultima eccezione nel giugno 2024. La leva è diventata parte del tessuto della società israeliana: secondo Sylvain Cypel, caporedattore di Le Monde, Israele è un luogo in cui il servizio militare è visto non solo come un dovere ma come un "certificato di ingresso nella vita attiva".
Tuttavia, verso la metà del decennio del 2000, l'evasione dalla leva (incluso il rifiuto assoluto di arruolamento) e la diserzione avevano raggiunto livelli record. Si suppone che il 5% dei giovani uomini e il 3% delle giovani donne non abbiano superato i test psicologici pre-militari, entrambi livelli record. Alcuni artisti popolari, tra cui la rock star Aviv Geffen, pronipote dell'eroe militare Moshe Dayan, hanno incoraggiato l'evasione dalla leva (Geffen ha dichiarato pubblicamente che si sarebbe suicidato se fosse stato preso dall'esercito). Nel 2007 il governo israeliano ha avviato quella che alcuni hanno definito una "campagna di vergogna", vietando ai giovani artisti di tenere concerti e di fare apparizioni televisive se non avessero soddisfatto i requisiti militari. Nel 2008 oltre 3.000 studenti delle scuole superiori appartenevano allo "Shministim" (termine ebraico per studenti del dodicesimo anno), un gruppo di giovani che dichiaravano di essere coscienziosamente contrari al servizio militare. L'attore americano Ed Asner scrisse una rubrica a sostegno del gruppo. Un altro gruppo, New Profile, fu fondato da attivisti israeliani per la pace per incoraggiare il rifiuto della leva.

La sociologa dell’Università di Manchester Yulia Zemilinskaya ha intervistato i membri di New Profile e Shministim, insieme ai membri di due gruppi di soldati e riservisti israeliani che hanno espresso la loro riluttanza a impegnarsi in missioni che disapprovano – Yesh Gvul e Courage to Refuse. Nonostante le somiglianze, ha trovato una differenza tra i rifiutatori della leva e i rifiutatori selettivi militari:
L'analisi di queste interviste ha dimostrato che, nel loro appello al pubblico israeliano, i membri di Yesh Gvul e Courage to Refuse hanno utilizzato significati e codici simbolici derivati dai discorsi militaristi e nazionalisti dominanti. Al contrario, i renitenti alla leva, membri di New Profile e Shministim, rifiutando di manipolare i codici nazionalisti e militaristi, esprimono una critica molto più radicale e completa dei piani di guerra dello stato. Invocando ideologie femministe, antimilitariste e pacifiste, sfidano e criticano apertamente i discorsi militaristi e sionisti dominanti. Mentre la maggior parte dei membri di Yesh Gvul e Courage to Refuse scelgono il rifiuto selettivo, negoziando le condizioni del loro servizio di riserva, la posizione ideologica antimilitarista, pacifista e femminista dei membri di New Profile e Shministim li porta al rifiuto assolutista.

### Russia/Unione Sovietica

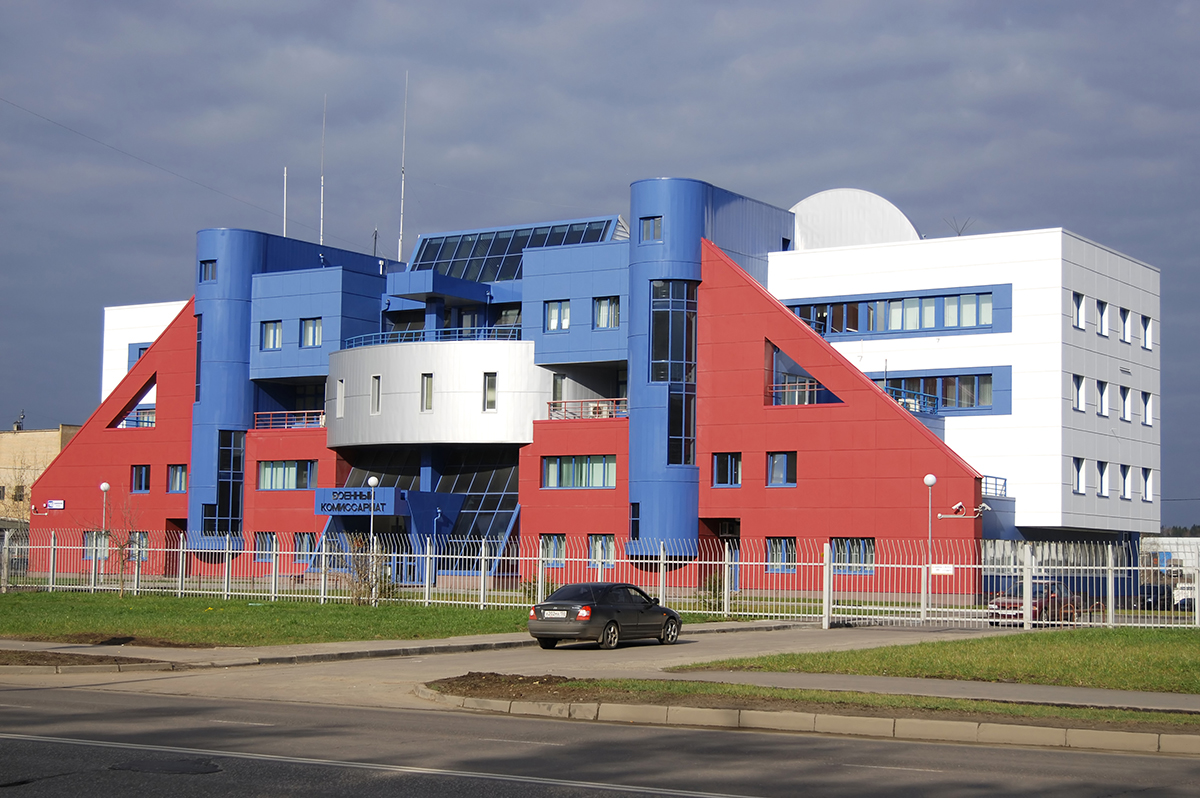
Ufficio di registrazione delle leve vicino a Mosca. A metà degli anni 2010, metà di tutti i russi idonei chiamati erano segnalati come evasori del servizio.

Secondo la giornalista londinese Elisabeth Braw, che scrive su Foreign Affairs, l'evasione della leva era "endemica" nell'Unione Sovietica durante la guerra sovietico-afghana, che si concluse con la sconfitta sovietica nel 1989. Un rapporto declassificato della Central Intelligence Agency ha rivelato che l'élite sovietica corrompeva sistematicamente i propri figli per sottrarli alla missione in Afghanistan o addirittura al servizio militare.
In Russia, tutti gli uomini di età compresa tra 18 e 30 anni sono soggetti alla leva militare, continuando la pratica sovietica. Secondo un rapporto del Servizio di ricerca parlamentare europeo, un organo del Segretariato del Parlamento europeo, a metà degli anni 2010 si pensava che circa la metà dei 150.000 giovani uomini chiamati ogni anno evitasse la leva. Durante la presidenza di Dmitry Medvedev, la durata del servizio è stata ridotta da due anni a uno.

#### Invasione dell'Ucraina
Nel settembre 2022, durante l’invasione russa dell'Ucraina, oltre 600.000 cittadini ammissibili alla mobilitazione hanno lasciato il paese per evitare la leva. Secondo quanto riferito, Georgia, Kazakistan e Mongolia sono diventate le principali destinazioni senza visto per i russi che cercavano di evitare l’ordine di mobilitazione del presidente Vladimir Putin. Finlandia, Polonia e i Paesi baltici hanno annunciato che non offriranno rifugio ai russi in fuga dalla mobilitazione.
Nel gennaio 2023, il Kazakistan ha annunciato che avrebbe inasprito le regole sui visti, una mossa che dovrebbe rendere più difficile per i russi rimanere nel Paese. Il Kazakistan ha affermato che avrebbe estradato i russi ricercati per essere sfuggiti alla mobilitazione. All’inizio del 2023, l’amministrazione Biden ha ripreso le deportazioni dei russi fuggiti dalla Russia a causa della mobilitazione e della persecuzione politica. Il Kazakistan e il Kirghizistan hanno concordato di condividere i dati personali dei russi in fuga dalla mobilitazione.

### Corea del Sud
La Corea del Sud mantiene il servizio militare obbligatorio. Secondo il Korea JoongAng Daily, dall'inizio degli anni 2000, il paese è stato scosso da scandali che coinvolgono celebrità che cercano di usare la loro fama per eludere la leva o ricevere un trattamento speciale dall'esercito. I sudcoreani sarebbero così ostili all'evasione della leva che un commentatore sudcoreano ha detto che è "quasi un suicidio" per le celebrità impegnarsi in essa. Yoo Seung-jun è stato una delle più grandi star della scena rock sudcoreana fino al 2002, quando ha scelto di eludere la leva e diventare cittadino statunitense. La Corea del Sud lo ha successivamente deportato e bandito a vita.
Alcuni evasori della leva sudcoreani sono stati condannati al carcere. Nel 2014, il Christian Science Monitor ha pubblicato un titolo in cui si affermava che la Corea del Sud aveva "il maggior numero di evasori della leva in prigione". L'articolo, del veterano corrispondente Donald Kirk, spiegava che il governo della Corea del Sud non consentiva l'obiezione di coscienza alla guerra; di conseguenza, si diceva che 669 sudcoreani, per lo più motivati dalla religione, fossero in prigione per evasione della leva nel 2013. Si diceva che solo 723 evasori della leva fossero in prigione in tutto il mondo in quel periodo.
Secondo il South China Morning Post (Hong Kong), nel giugno 2013 Lee Yeda è diventato il primo sudcoreano a cui è stato concesso asilo specificamente perché aveva eluso la leva sudcoreana. La sua richiesta di asilo è stata accolta dalla Francia. "[In] Corea del Sud, è... difficile trovare un lavoro per chiunque non abbia completato il servizio militare nazionale", avrebbe detto Lee. "Rifiutarsi di prestare servizio significa che, nella società, la tua vita è finita".

### Siria

Aleppo durante la guerra civile siriana. Entro il 2016, 70.000 renitenti alla leva erano fuggiti dalla Siria, mentre altri erano rimasti al suo interno non scoperti.

La Siria richiede agli uomini di età superiore ai 18 anni di prestare servizio nell'esercito per due anni (tranne i laureati, che devono prestare servizio solo per 18 mesi). L'evasione dalla leva comporta pene severe, tra cui multe e anni di prigione. Dopo lo scoppio della guerra civile siriana nel 2011, molti uomini in età di leva hanno iniziato a fuggire dal Paese, a volte pagando migliaia di dollari per essere fatti uscire di nascosto. Altri hanno pagato per far cancellare i loro nomi dalle liste di leva. Nel frattempo, il governo ha eretto cartelloni pubblicitari che esortavano i giovani ad arruolarsi nell'esercito e ha istituito posti di blocco stradali per catturare gli evasori della leva. Entro il 2016, si stima che 70.000 evasori della leva abbiano lasciato la Siria, e altri sono rimasti inosservati all'interno dei suoi confini.
Gli osservatori hanno identificato diversi motivi tra i renitenti alla leva siriani. Uno è la paura di morire nella guerra civile di quel Paese. Altri includono l'obbedienza ai desideri dei genitori e il disgusto per il governo di Bashar al-Assad. Thomas Spijkerboer, professore di diritto dell'immigrazione alla VU University di Amsterdam, ha sostenuto che i renitenti alla leva siriani motivati dal rifiuto di partecipare a violazioni del diritto internazionale dovrebbero ottenere lo status di rifugiati da altre nazioni.
Nell'ottobre 2018, il governo siriano ha annunciato un'amnistia per i renitenti alla leva. Tuttavia, un ufficiale del "Ministero della Riconciliazione" siriano ha dichiarato al Los Angeles Times che, sebbene la punizione sarebbe stata annullata, il servizio militare sarebbe stato comunque obbligatorio. "Ora la guerra è praticamente alla fine, il che significa che l'arruolamento non è più una situazione così spaventosa", ha affermato. "Prevediamo che un numero molto elevato di persone approfitterà dell'amnistia".

### Tunisia
La Tunisia ha una leva obbligatoria sin dall'indipendenza ottenuta nel 1956. La maggior parte degli uomini è tenuta a presentare documenti ai funzionari locali all'età di 18 anni e a iniziare il servizio due anni dopo. Tuttavia, secondo il Carnegie Middle East Center con sede in Libano, la leva obbligatoria tunisina è stata a lungo applicata male e l'evasione della leva è stata a lungo dilagante.
Per ridurre al minimo l’evasione della leva, la Tunisia ha iniziato a consentire ai giovani uomini di sostituire il servizio militare con il servizio “civile” (ad esempio lavorando in progetti di sviluppo rurale) o con il servizio “nazionale” (ad esempio lavorando come dipendenti pubblici). Ma ciò non ha aiutato: il ministro della Difesa ha riferito che, nel 2017, solo 506 giovani uomini si sono presentati su un bacino di ammissibilità di oltre 31.000.

### Ucraina
Nel 2015, in risposta alle minacce percepite dai ribelli filo-russi nell'Ucraina orientale, l'esercito ucraino ha istituito una leva obbligatoria per i maschi tra i 20 e i 27 anni. Tuttavia, secondo il giornalista indipendente Alec Luhn, che scrive sulla rivista Foreign Policy, un "numero enorme" di ucraini si è rifiutato di prestare servizio. Luhn fornisce tre ragioni per questo. Una era la paura della morte. Un'altra era che alcuni giovani ucraini erano contrari alla guerra in generale. Una terza era che alcuni non erano disposti a prendere le armi contro coloro che percepivano come loro connazionali.
Lo stesso esercito ucraino ha dichiarato che, durante una chiamata parziale nel 2014, oltre 85.000 uomini non si sono presentati ai loro uffici di leva e circa 10.000 di questi sono stati alla fine dichiarati evasori illegali della leva.
Dopo l’invasione russa dell’Ucraina, ai cittadini ucraini di sesso maschile di età compresa tra 18 e 60 anni è stata negata l’uscita dall’Ucraina. Nonostante il divieto di lasciare l’Ucraina, si stima che circa 600.000-850.000 uomini ucraini siano fuggiti in Europa dopo l’invasione russa. Il governo polacco ha offerto, e il governo lituano ha preso in considerazione, il rimpatrio degli uomini ucraini che vivevano nei loro paesi in Ucraina.

### Stati Uniti
Gli Stati Uniti hanno utilizzato la leva diverse volte, solitamente durante la guerra ma anche durante la Guerra fredda. Ogni volta la leva ha incontrato almeno una certa resistenza.

In Sketches of America (1818), l'autore britannico Henry Bradshaw Fearon, che visitò i giovani Stati Uniti in una missione di ricerca per informare i britannici che stavano considerando l'emigrazione, descrisse la New York Guard, anche se non la nominò, così come la trovò a New York City nell'agosto del 1817:
Ogni abitante maschio può essere chiamato, dai 18 ai 45 anni, per un effettivo servizio militare. Durante uno stato di pace, ci sono sette adunate all'anno: la multa per la mancata presenza è, ogni volta, di cinque dollari. Gli ufficiali comandanti hanno il potere discrezionale di accettare sostituti. Un esempio della loro facilità a essere accontentati mi è stato raccontato dal signor —, un commerciante di questa città. Non partecipa mai all'adunata, ma, per evitare la multa, invia alcuni dei suoi uomini, che rispondono al suo nome; lo stesso uomo non è sempre il suo vice in parata: in questo, il signor — si adatta alla sua convenienza; a volte l'impiegato addetto alla riscossione, a volte uno dei birrai, altre volte un carrettiere: e per finire questa pantomima militare, spesso si rinuncia a un fucile da fuoco, in cambio dell'arma più comoda in tempo di guerra: un randello. Le corti marziali hanno il potere di mitigare la multa, su assegnazione di una causa di assenza soddisfacente e in casi di povertà. In base alle esenzioni legali non posso trasmettere alcune informazioni. Durante un periodo di tre mesi nell'ultima guerra, esisteva la legge marziale e non venivano ricevuti sostituti. Gli stranieri non venivano chiamati. 

#### Guerra civile

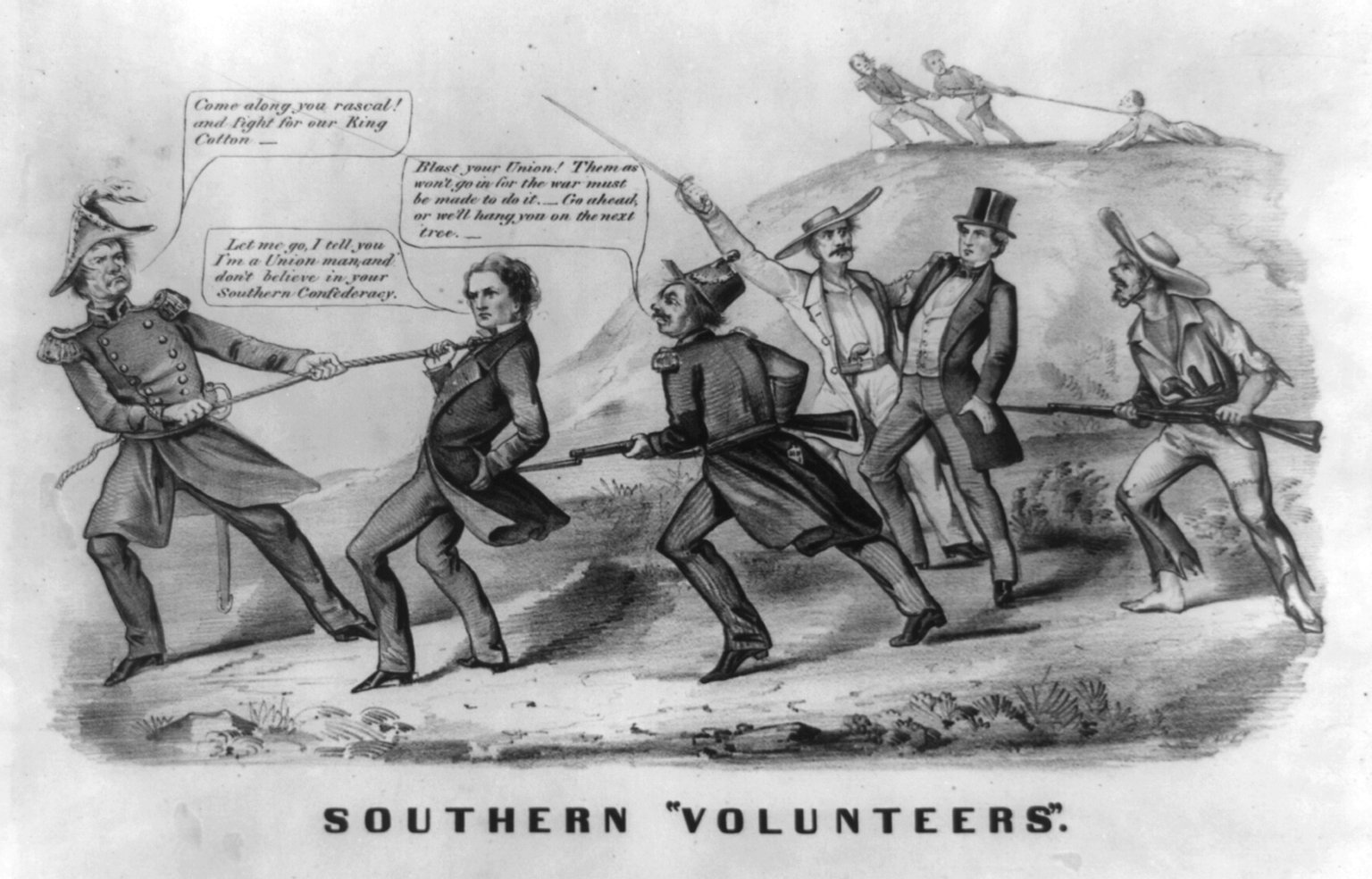
Parodia delle truppe confederate che costringono un sudista pro-Unione (in primo piano a sinistra) e altri sudisti riluttanti ad accettare la leva confederata, c. 1862.

Sia l'Unione (il Nord) che la Confederazione (il Sud) istituirono le leve durante la Guerra civile americana, ed entrambe le leve furono spesso eluse. Nel Nord, gli evasori erano più numerosi tra gli immigrati irlandesi poveri. Nel Sud, gli evasori erano più numerosi nelle zone collinari e in alcune altre parti del Texas, della Louisiana e della Georgia.
La resistenza alla leva era talvolta violenta. Nel Nord, quasi 100 ufficiali addetti all'arruolamento furono feriti in attacchi. Le rivolte anti-leva a New York City nel 1863 durarono diversi giorni e provocarono fino a 120 morti e 2.000 feriti.
Secondo lo storico David Williams, nel 1864 la leva del Sud era diventata praticamente inapplicabile. Alcuni credono che l'evasione della leva nel Sud, dove la manodopera era più scarsa che nel Nord, abbia contribuito alla sconfitta confederata.

#### Prima guerra mondiale
Il Selective Service Act del 1917 fu attentamente elaborato per porre rimedio ai difetti del sistema della Guerra Civile, consentendo esenzioni per dipendenza, occupazioni essenziali e scrupoli religiosi e proibendo tutte le forme di premi, sostituzioni o acquisto di esenzioni. Nel 1917 e nel 1918 circa 24 milioni di uomini furono registrati e quasi 3 milioni furono arruolati nei servizi militari, con poca della palese resistenza che caratterizzò la Guerra Civile.
Negli Stati Uniti durante la prima guerra mondiale, la parola "slacker" era comunemente usata per descrivere qualcuno che non stava partecipando allo sforzo bellico, specialmente qualcuno che evitava il servizio militare, un equivalente del termine successivo "draft dodger". I tentativi di rintracciare questi evasori erano chiamati "slacker raids". Ai sensi dell'Espionage Act del 1917, attivisti tra cui Eugene V. Debs ed Emma Goldman furono arrestati per essersi espressi contro la leva.
Nonostante tali circostanze, l'evasione della leva fu sostanziale. Secondo uno studioso, circa l'11% della popolazione idonea alla leva si rifiutò di registrarsi o di presentarsi per l'arruolamento; secondo un altro, il 12% dei coscritti non si presentò ai propri campi di addestramento o disertò. Una quantità significativa di evasione della leva ebbe luogo nel Sud, in parte perché molti impoveriti del Sud non avevano la documentazione e in parte perché molti del Sud ricordavano la "terribile carneficina" della Guerra Civile. Nel 2017, lo storico Michael Kazin concluse che una percentuale maggiore di uomini americani evase la leva durante la Prima Guerra Mondiale rispetto alla Guerra del Vietnam.

#### Seconda Guerra Mondiale
Secondo la studiosa Anna Wittmann, circa 72.000 giovani americani fecero domanda per ottenere lo status di obiettore di coscienza (CO) durante la seconda guerra mondiale, e molte delle loro domande furono respinte. Alcuni CO scelsero di servire come non combattenti nell’esercito, altri scelsero la prigione e un terzo gruppo – che assumeva una posizione intermedia – scelse di entrare in un servizio pubblico civile nazionale appositamente organizzato.

#### Guerra di Corea
La guerra di Corea, durata dal 1950 al 1953, generò 80.000 casi di presunta evasione della leva.

#### Guerra del Vietnam

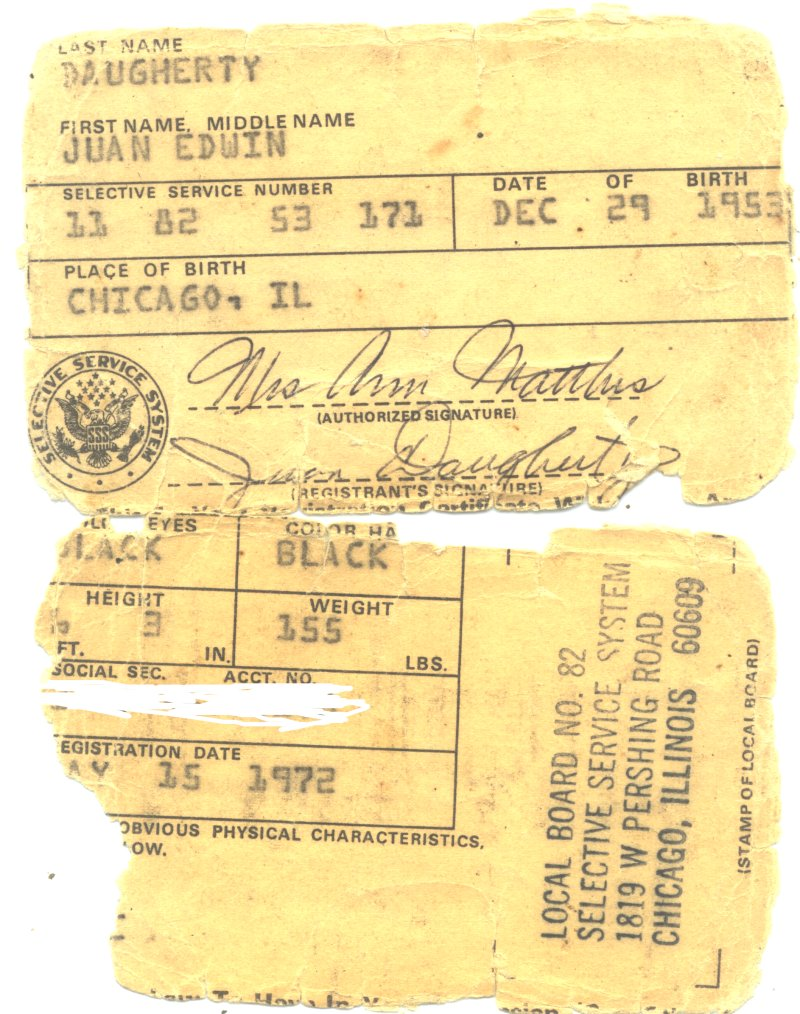
Una tessera di leva dell'epoca della guerra del Vietnam. La conservazione della tessera era richiesta per legge.

La guerra del Vietnam (1955-1975) fu controversa negli Stati Uniti e fu accompagnata da un numero significativo di evasioni alla leva tra i giovani americani, molti dei quali riuscirono a rimanere negli Stati Uniti con vari mezzi e alcuni alla fine partirono per il Canada o altrove.
Un'importante elusione della leva si stava verificando anche prima che gli Stati Uniti si impegnassero pesantemente nella guerra del Vietnam. La grande coorte dei Baby Boomer ha permesso un forte aumento del numero di esenzioni e rinvii, soprattutto per gli studenti universitari e laureati. Secondo lo studioso di studi sulla pace David Cortright, più della metà dei 27 milioni di uomini aventi diritto alla leva durante la guerra del Vietnam sono stati rinviati, esentati o squalificati.
Anche il numero di oppositori alla leva era significativo. Secondo Cortright, "Distinti dai milioni che [evitarono] la leva c'erano le molte migliaia che resistettero al sistema di coscrizione e si opposero attivamente alla guerra". Il capo della task force del Presidente degli Stati Uniti Richard Nixon sull'esercito interamente volontario riferì nel 1970 che il numero di oppositori stava "aumentando a un ritmo allarmante" e che il governo era "quasi impotente nell'arrestarli e processarli". È ora noto che, durante l'era del Vietnam, circa 570.000 giovani uomini furono classificati come delinquenti alla leva, e circa 210.000 furono formalmente accusati di violazioni della leva; tuttavia, solo 8.750 furono condannati e solo 3.250 furono incarcerati. Alcuni uomini eleggibili alla leva bruciarono pubblicamente le loro cartoline di leva, ma il Dipartimento di Giustizia presentò accuse solo contro 50 di loro, 40 dei quali furono condannati.
Con l'aumento delle truppe statunitensi in Vietnam, alcuni giovani cercarono di eludere la leva arruolandosi proattivamente in forze militari che difficilmente avrebbero combattuto in Vietnam. Ad esempio, gli studiosi della coscrizione Lawrence Baskir e William Strauss affermano che la Guardia costiera potrebbe aver servito a questo scopo per alcuni, sebbene sottolineino anche che i membri della Guardia costiera dovevano mantenersi pronti per il combattimento in Vietnam, e che alcuni membri della Guardia costiera alla fine prestarono servizio e furono uccisi lì. Allo stesso modo, la Guardia nazionale dell'era del Vietnam fu vista da alcuni come una via per evitare il combattimento in Vietnam, sebbene anche questa non fosse infallibile: circa 15.000 membri della Guardia nazionale furono inviati in Vietnam prima che la guerra iniziasse a concludersi.
Altri giovani cercarono di eludere la leva evitando o opponendosi a qualsiasi impegno militare. In questo furono sostenuti da alcune figure della controcultura. "Draft Dodger Rag", una canzone del 1965 di Phil Ochs, utilizzò la satira per fornire un elenco di come procedere con i rinvii disponibili: rottura della milza, scarsa vista, piedi piatti, asma e molto altro. Il cantautore folk Arlo Guthrie prese in giro il paradosso di cercare un rinvio comportandosi da pazzo nella sua canzone " Alice's Restaurant": "Ho detto, 'Voglio uccidere! Uccidere! Mangiare cadaveri bruciati!' e il sergente disse, 'Sei il nostro ragazzo'!". Il libro 1001 Ways to Beat the Draft è stato scritto in collaborazione con Tuli Kupferberg, un membro della band The Fugs. Ha sposato metodi come arrivare alla commissione di leva in pannolini. Un altro testo pertinente agli uomini in età di leva è il racconto a fumetti di Jules Feiffer degli anni '50, Munro, in seguito un cortometraggio, in cui un bambino di quattro anni viene arruolato per errore.
I gruppi di consulenza per la leva erano un'altra fonte di supporto per i potenziali evasori della leva. Molti di questi gruppi erano attivi durante la guerra. Alcuni erano collegati a gruppi nazionali, come l'American Friends Service Committee e Students for a Democratic Society; altri erano gruppi ad hoc di campus o comunità. Molti individui appositamente formati lavoravano come consulenti per tali gruppi.
Accanto ai gruppi di consulenza alla leva, emerse un consistente movimento di resistenza alla leva. Gli studenti per una società democratica cercarono di svolgere un ruolo importante in esso, così come fecero la War Resisters League, la "National Black Anti-War Anti-Draft Union" dello Student Nonviolent Coordinating Committee e altri gruppi. Molti affermano che il movimento di resistenza alla leva fu guidato da un'organizzazione chiamata The Resistance. Fu fondata da David Harris e altri nella Bay Area di San Francisco nel marzo 1967 e si diffuse rapidamente a livello nazionale. L'insegna dell'organizzazione era la lettera greca omega, Ω, il simbolo degli ohm, l'unità di resistenza elettrica. I membri di The Resistance bruciarono pubblicamente le loro tessere di leva o si rifiutarono di registrarsi per la leva. Altri membri depositarono le loro tessere in scatole in date selezionate e poi le spedirono al governo. Furono quindi arruolati, rifiutarono di essere arruolati e combatterono i loro casi nelle corti federali. Questi oppositori alla leva speravano che la loro disobbedienza civile pubblica avrebbe contribuito a porre fine alla guerra e alla leva. Molti giovani finirono in prigione federale come parte di questo movimento. Secondo Cortright, il movimento di resistenza alla leva fu l'avanguardia del movimento contro la guerra nel 1967 e nel 1968.
Dopo la guerra, alcuni degli evasori della leva rimasti negli Stati Uniti scrissero delle memorie. Tra queste, Dreams Die Hard (1982) di David Harris, I Didn't Know God Made Honky Tonk Communists (2001) di David Miller, Felon for Peace (2005) di Jerry Elmer, e Resister (2014) di Bruce Dancis. Harris era un organizzatore anti-coscrizione che finì in prigione per le sue convinzioni (e fu brevemente sposato con la cantante folk Joan Baez), Miller fu il primo a rifiutarsi della guerra del Vietnam a bruciare pubblicamente la sua tessera di leva (e in seguito divenne il partner dell'insegnante spirituale Starhawk), Elmer si rifiutò di registrarsi per la leva e distrusse i fascicoli della commissione di leva in diverse località, e Dancis guidò il capitolo più grande di Students for a Democratic Society (quello alla Cornell University) prima di essere incarcerato per aver pubblicamente distrutto la sua tessera di leva e averla restituita alla sua commissione di leva. Harris in particolare esprime seri ripensamenti su aspetti del movimento di cui faceva parte.
La storica canadese Jessica Squires sottolinea che il numero di evasori della leva statunitensi che arrivarono in Canada era "solo una frazione" di coloro che resistettero alla guerra del Vietnam. Secondo un libro del 1978 di ex membri del Clemency Board del presidente Gerald Ford, 210.000 americani furono accusati di reati di leva e 30.000 lasciarono il paese. Più recentemente, Cortright ha stimato che tra 60.000 e 100.000 lasciarono gli Stati Uniti, principalmente per il Canada o la Svezia. Altri si dispersero altrove; ad esempio, lo storico Frank Kusch menziona il Messico, la studiosa Anna Wittmann menziona la Gran Bretagna, e il giornalista Jan Wong descrive un evasore della leva che simpatizzava con la Cina di Mao Zedong e vi trovò rifugio. Il renitente alla leva Ken Kiask ha trascorso otto anni viaggiando ininterrottamente attraverso il Sud del mondo prima di tornare negli Stati Uniti. 

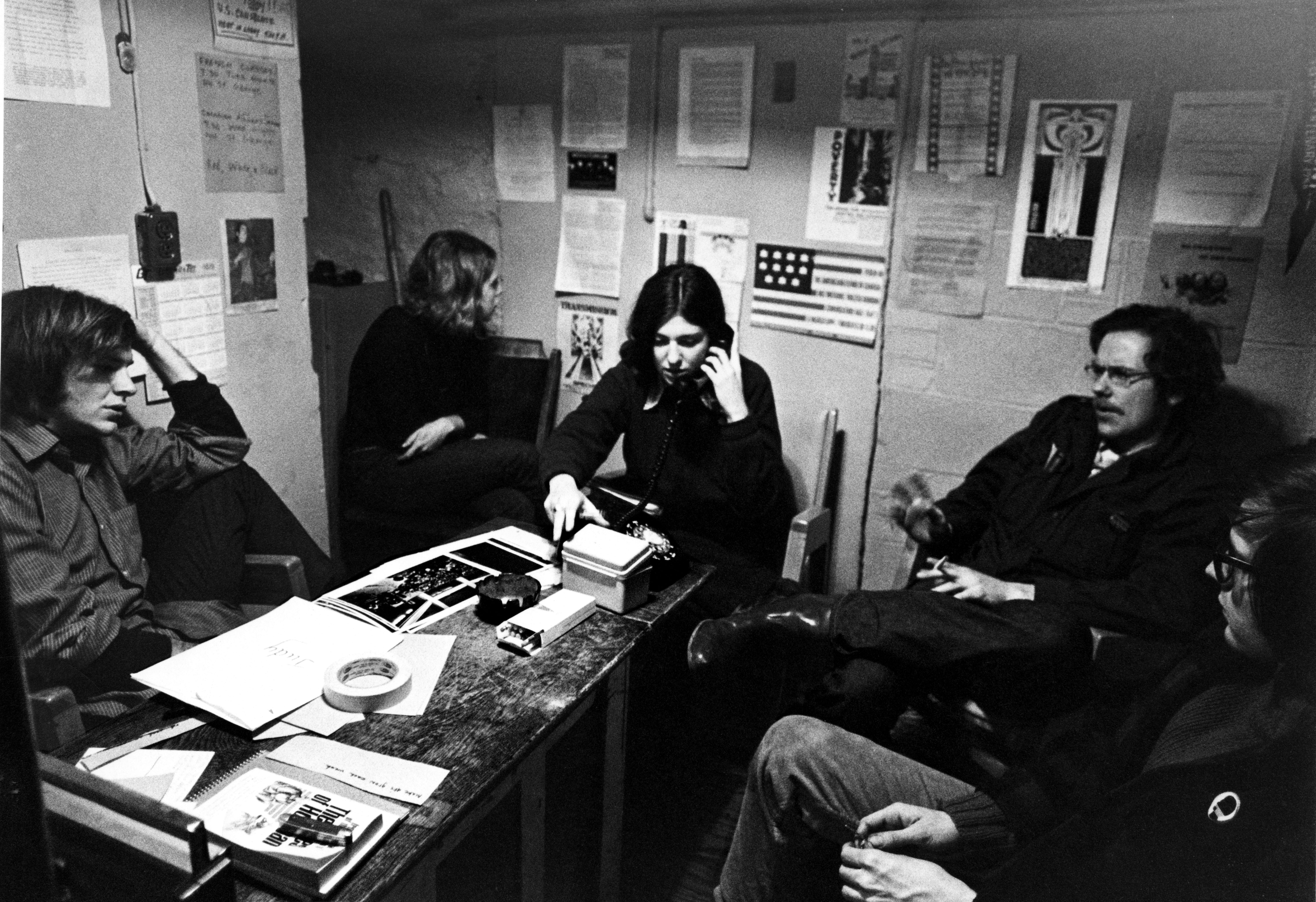
Mark Satin (a sinistra), direttore del Toronto Anti-Draft Programme, fornisce consulenza ai renitenti alla leva americani, 1967.

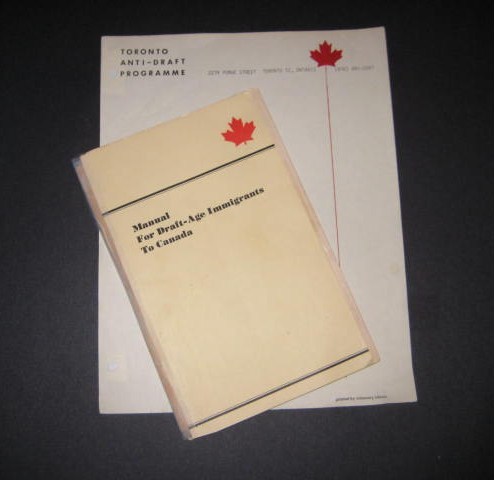
Copia logora del Manuale per gli immigrati in età di leva in Canada (1968) in cima alla cancelleria del Programma anti-leve.

Il numero di renitenti alla leva dell’era del Vietnam che partirono per il Canada è fortemente contestato; un intero libro, scritto dallo studioso Joseph Jones, è stato scritto su questo argomento. Nel 2017, il professore dell’Università di Toronto Robert McGill ha citato stime di quattro studiosi, tra cui Jones, che vanno da un minimo di 30.000 a un massimo di 100.000, a seconda in parte di chi viene conteggiato come renitente alla leva.
Sebbene la presenza di disertori e renitenti alla leva statunitensi in Canada fosse inizialmente controversa, il governo canadese alla fine scelse di accoglierli. La renitenza alla leva non era un reato penale ai sensi della legge canadese. La questione dei disertori era più complessa. La diserzione dall'esercito statunitense non era nell'elenco dei crimini per i quali una persona poteva essere estradata ai sensi del trattato di estradizione tra Canada e Stati Uniti; tuttavia, la diserzione era un crimine in Canada e l'esercito canadese si oppose fermamente a tollerarla. Alla fine, il governo canadese mantenne il diritto di perseguire questi disertori, ma in pratica li lasciò soli e ordinò alle guardie di frontiera di non porre domande relative alla questione.
In Canada, molti evasori americani della guerra del Vietnam ricevettero consulenza pre-emigrazione e assistenza post-emigrazione da gruppi locali. In genere, questi erano composti da emigranti americani e sostenitori canadesi. I più grandi erano il Montréal Council to Aid War Resisters, il Toronto Anti-Draft Programme e il Vancouver Committee to Aid American War Objectors. I giornalisti spesso ne notavano l'efficacia. Il Manual for Draft-Age Immigrants to Canada, pubblicato congiuntamente dal Toronto Anti-Draft Programme e dalla House of Anansi Press, vendette quasi 100.000 copie, e un sociologo scoprì che il Manuale era stato letto da oltre il 55% del suo campione di dati di emigranti americani della guerra del Vietnam prima o dopo il loro arrivo in Canada. Oltre ai gruppi di consulenza (e almeno formalmente separata da essi) c'era un'organizzazione politica con sede a Toronto, l'Unione degli esuli americani, meglio conosciuta come "Amex". Cercava di parlare a nome dei renitenti alla leva e dei disertori americani in Canada. Ad esempio, fece pressioni e campagne per un'amnistia universale e incondizionata e ospitò una conferenza internazionale nel 1974 opponendosi a qualsiasi cosa che non fosse quella.
Coloro che andavano all'estero rischiavano la prigione o il servizio militare forzato se tornavano a casa. Nel settembre 1974, il presidente Gerald Ford offrì un programma di amnistia per i renitenti alla leva che richiedeva loro di lavorare in occupazioni di servizio alternative per periodi da sei a 24 mesi. Nel 1977, un giorno dopo il suo insediamento, il presidente Jimmy Carter mantenne una promessa della campagna elettorale offrendo la grazia a chiunque avesse eluso la leva e ne avesse fatta richiesta. Ciò suscitò l'antagonismo dei critici da entrambe le parti, con la destra che si lamentava del fatto che coloro che erano stati graziati non pagavano alcuna sanzione e la sinistra che si lamentava del fatto che richiedere la grazia richiedesse l'ammissione di un crimine.
Resta un argomento di dibattito se l'emigrazione in Canada e altrove durante la guerra del Vietnam sia stata una strategia di resistenza alla guerra efficace o addirittura genuina. Lo studioso Michael Foley sostiene che non solo è stata relativamente inefficace, ma che è servita a distogliere i giovani americani scontenti dalla lotta più ampia. Gli attivisti Rennie Davis e Tom Hayden avrebbero sostenuto opinioni simili. Al contrario, gli autori John Hagan e Roger N. Williams riconoscono gli emigranti americani come "resistenti alla guerra" nei sottotitoli dei loro libri sugli emigranti, e l'autore del Manuale per gli immigrati in età di leva in Canada Mark Satin ha sostenuto che la consapevolezza pubblica di decine di migliaia di giovani americani in partenza per il Canada avrebbe - e alla fine lo ha fatto - contribuito a porre fine alla guerra.
Alcuni renitenti alla leva tornarono negli Stati Uniti dal Canada dopo la grazia del 1977, ma secondo il sociologo John Hagan, circa la metà di loro rimase. Questa popolazione giovane e per lo più istruita espanse la scena artistica e accademica del Canada e contribuì a spingere la politica canadese ulteriormente a sinistra, sebbene alcuni canadesi, tra cui alcuni nazionalisti di principio, trovassero la loro presenza o il loro impatto preoccupanti. Tra i renitenti alla leva americani che partirono per il Canada e divennero famosi lì ci sono lo scrittore William Gibson, il politico Jim Green, il sostenitore dei diritti degli omosessuali Michael Hendricks, l'avvocato Jeffry House, l'autore Keith Maillard, il drammaturgo John Murrell, la personalità televisiva Eric Nagler, il critico cinematografico Jay Scott e il musicista Jesse Winchester. Altri renitenti alla leva dell'era del Vietnam rimangono in Svezia e altrove.

Due critici letterari accademici hanno scritto ampiamente sui romanzi autobiografici di renitenti alla leva che andarono in Canada: Rachel Adams nel Yale Journal of Criticism e Robert McGill in un libro della McGill-Queen's University Press. Entrambi i critici discutono di Getting Out (1971) di Morton Redner e di Confessions of a Young Exile (1976) di Mark Satin, e Adams discute anche di Dropping Out in 3/4 Time (1972) di Allen Morgan e di Border Crossing (1978) di Daniel Peters. Tutti questi libri descrivono in dettaglio le opinioni, le motivazioni, le attività e le relazioni dei loro protagonisti. Adams dice che contengono alcune sorprese:
È prevedibile che gli evasori della leva denuncino lo Stato come una burocrazia oppressiva, usando il vernacolo del tempo per inveire contro "la macchina" e "il sistema". Ciò che sorprende di più è la loro generale resistenza ai movimenti di massa, un sentimento che contraddice l'associazione dell'evasore della leva con la protesta degli anni Sessanta riscontrata in lavori più recenti di [Scott] Turow o [Mordecai] Richler. Contrariamente agli stereotipi, l'evasore della leva in queste narrazioni non è né un seguace irriflessivo dell'ideologia del movimento né un radicale che tenta di convertire gli altri alla sua causa.... [Un'altra sorpresa è che gli evasori] hanno scarso interesse per l'amore romantico. La loro iperattività libidica concorda con la convinzione di [Herbert] Marcuse nel potere liberatorio dell'eros. Sono molto meno preoccupati se determinate relazioni sopravvivranno alla fuga in Canada che per la gratificazione dei loro impulsi sessuali immediati. 
Le memorie successive di renitenti alla leva dell'era del Vietnam che andarono in Canada includono I Refuse (1992) di Donald Simons, Travels by Night (1994) di George Fetherling, e Erratic North (2008) di Mark Frutkin.

##### Persone di spicco che presumibilmente hanno manipolato il sistema
Per decenni dopo la fine della guerra del Vietnam, importanti personaggi americani vennero accusati di aver manipolato il sistema della leva obbligatoria a proprio vantaggio.
Secondo una rubrica di EJ Dionne sul Washington Post, nel 2006 i politici che gli oppositori avevano accusato di aver evitato impropriamente la leva obbligatoria includevano George W. Bush, Dick Cheney e Bill Clinton.
In un articolo del 1970 sul High Times, il cantautore americano Ted Nugent dichiarò di aver assunto metanfetamine in cristalli e di aver urinato e defecato nei pantaloni prima della visita medica, per evitare di essere arruolato nella guerra del Vietnam. In un'intervista del 1990 con un importante quotidiano di Detroit, Nugent fece dichiarazioni simili.
Anche l'attore e comico Chevy Chase ha tratto in inganno la sua commissione di leva. Nel 1989, circa due decenni dopo il fatto, Chase rivelò in un talk show televisivo di aver evitato la guerra del Vietnam facendo diverse false dichiarazioni alla sua commissione di leva, tra cui quella di aver nutrito tendenze omosessuali. Aggiunse di "non essere molto orgoglioso" di averlo fatto. Diversi libri politicamente carichi hanno successivamente discusso il comportamento di Chase.
In un libro del 2011 critico nei confronti di Limbaugh, il giornalista John K. Wilson ha accusato Rush Limbaugh di aver fatto "attacchi iperbolici alla politica estera".
La Chiesa LDS alla fine ha accettato di limitare il numero di rinvii missionari che cercava per i membri in una qualsiasi regione. Dopo che Romney abbandonò la Stanford University e stava per perdere il suo rinvio da studente, decise di diventare un missionario; e la Chiesa LDS nel suo stato d'origine, il Michigan, scelse di dargli uno dei rinvii missionari di quello stato. In un articolo del Salon del 2007, il giornalista Joe Conason ha osservato che il padre di Romney era stato governatore del Michigan all'epoca.
È stata posta attenzione anche al fallimento del senatore indipendente Bernie Sanders. In un articolo su The Atlantic, è stato riportato che, dopo la laurea presso l'Università di Chicago nel 1964, e il ritorno a New York City, il futuro candidato alla nomination presidenziale democratica ha fatto domanda per lo status di obiettore di coscienza, anche se, come Sanders ha ammesso al giornalista, non era religioso. (Sanders era contrario alla guerra del Vietnam. All'epoca, tuttavia, lo status di CO è stato concesso interamente sulla base dell'opposizione religiosa a tutte le guerre.) Lo status di CO di Sanders è stato negato. Tuttavia, una "lunga serie di udienze, un'indagine dell'FBI e numerosi rinvii e ritardi" lo hanno portato all'età di 26 anni, momento in cui non era più idoneo alla leva. In un libro del 2015 critico nei confronti di Sanders, il giornalista Harry Jaffe ha ripreso quella parte dell’articolo dell’Atlantic, sottolineando che quando le “numerose udienze” di Sanders avevano terminato il loro corso, lui era “troppo vecchio per essere arruolato”.
Donald Trump, che è stato Presidente degli Stati Uniti dal 2017 al 2021, si è laureato al college nella primavera del 1968 ed è diventato idoneo al servizio militare. Tuttavia, a Trump, grazie a un amico personale di suo padre, un medico, è stata diagnosticata una protuberanza ossea nei talloni. La diagnosi ha permesso a Trump di ricevere un rinvio medico.

##### Perdono
Nel 1977, il presidente Jimmy Carter emanò una legge che concedeva l'amnistia incondizionata ai renitenti alla leva durante la guerra del Vietnam.

## Problemi maggiori
"[L]'aggregazione di migliaia e migliaia di... atti di resistenza 'meschine' [può] avere effetti economici e politici drammatici.... Il bracconaggio e l'occupazione abusiva su larga scala possono ristrutturare il controllo della proprietà. L'evasione fiscale dei contadini su larga scala ha provocato crisi di appropriazione che minacciano lo Stato. La massiccia diserzione da parte di servi o contadini coscritti ha contribuito a far cadere più di un antico regime. Nelle condizioni appropriate, l'accumulo di atti meschini può, un po' come fiocchi di neve su un ripido pendio di montagna, innescare una valanga".
Il fenomeno dell'evasione della leva ha sollevato diverse questioni importanti tra gli studiosi e non solo.

### Efficacia
Un problema è l'efficacia dei vari tipi di pratiche di elusione della leva per quanto riguarda la fine di una leva militare o l'interruzione di una guerra. Lo storico Michael S. Foley vede molte pratiche di elusione della leva come meramente personali e benefiche. A suo avviso, solo l'attività pubblica anti-leva, impegnata consapevolmente e collettivamente, è rilevante per interrompere una leva o una guerra. Al contrario, il sociologo Todd Gitlin è più generoso nella sua valutazione dell'efficacia dell'intera gamma di pratiche di elusione della leva. Lo scienziato politico James C. Scott, sebbene parli in modo più teorico, fa un punto simile, sostenendo che l'accumulo di migliaia e migliaia di atti "mescoli" e oscuri di resistenza privata può innescare un cambiamento politico.

### Classe sociale
Un altro problema è come comprendere al meglio le risposte dei giovani alla chiamata alle armi. Secondo lo storico Charles DeBenedetti, alcuni oppositori della guerra del Vietnam scelsero di valutare le risposte delle persone alla guerra in larga misura in termini di volontà di assumersi la responsabilità personale di resistere al male, uno standard sollecitato dalla dottrina di Norimberga. Il Manuale per gli immigrati in età di leva in Canada esortava i suoi lettori a prendere la loro decisione di leva tenendo a mente Norimberga. Al contrario, il famoso giornalista James Fallows è convinto che la classe sociale (piuttosto che la coscienza o la convinzione politica) fosse il fattore dominante nel determinare chi avrebbe combattuto in guerra e chi avrebbe eluso il proprio obbligo di farlo. Fallows scrive della vergogna che provò – e continuò a provare – dopo essersi reso conto che il suo tentativo riuscito di elusione della leva (portò il suo peso corporeo al di sotto del minimo e mentì sulla sua salute mentale), un tentativo per il quale si era preparato con l’aiuto di sofisticati consulenti di leva e compagni di classe ad Harvard, significava che i ragazzi della classe operaia di Boston sarebbero andati in Vietnam al suo posto. Si riferì a questo risultato come a una questione di discriminazione di classe e si oppose con passione. Va aggiunto che Fallows indica che avrebbe potuto provare sentimenti diversi riguardo al suo comportamento se avesse scelto la resistenza pubblica alla leva, la prigione o l’esilio.
Lo storico Stanley Karnow ha notato che, durante la guerra del Vietnam, gli stessi rinvii degli studenti contribuirono a preservare i privilegi di classe: "[Il presidente Lyndon] Johnson rinviò generosamente gli studenti universitari americani dalla leva per evitare di alienare la classe media americana".

### Democrazia
Lo storico Howard Zinn e l'attivista politico Tom Hayden vedevano almeno alcuni tipi di evasione della leva come un'espressione positiva della democrazia. Al contrario, lo storico e studioso di studi classici Mathew R. Christ afferma che, nell'antica Atene democratica, dove l'evasione della leva era in corso, molti dei popolari drammaturghi tragici erano profondamente preoccupati per gli effetti corrosivi dell'evasione della leva sulla democrazia e sulla comunità. Secondo Christ, mentre molti di questi drammaturghi erano sensibili ai dilemmi morali della guerra e alle imperfezioni della democrazia ateniese, la maggior parte decantava "l'imperativo etico che un uomo dovrebbe sostenere i suoi amici e la comunità. Nel servire la comunità, l'individuo fa... ciò che è giusto e onorevole".